# Gustaf Ekström (konstnär)
John Gustaf Ekström, född 26 oktober 1897 i Falun, död 23 oktober 1958 i Stockholm, var en svensk reklamtecknare och målare.
Han var son till stationsskrivaren Gösta Ekström och Greta Wiklund samt från 1935 gift med Greta Lamm. Ekström studerade vid Edward Berggrens målarskola 1926–1927 och dekorationsmålning vid Filip Månssons målarskola 1927–1928 samt vid Högre konstindustriella skolan 1928–1930. Hans konst består av små dekorativa arbeten, stilleben och landskap i olja eller gouache.